# Storia delle biblioteche pubbliche statali italiane
La storia delle biblioteche pubbliche statali italiane comincia necessariamente all'alba dell'Unità. Durante la costruzione del Regno, il governo sabaudo si appropriò delle biblioteche degli antichi stati, finanziandole sul suo bilancio e le antiche biblioteche "di palazzo" sono tuttora parte fondamentale delle biblioteche statali e tra le più importanti. Dal 1869, lo Stato ha rinunciato a regolare tutte le biblioteche, concentrandosi solo su quelle di sua proprietà. Le soppressioni sabaude delle congregazioni religiose hanno arricchito notevolmente queste biblioteche di opere antiche, principalmente di devozione, e sono una caratteristica peculiare delle biblioteche italiane e di quelle statali in particolare. I tentativi di correggere la distribuzione non uniforme delle biblioteche statali, assenti in gran parte del Sud, hanno portato alla fondazione o al riscatto da parte dello Stato di alcuni istituti, aumentandone quindi il numero, malgrado questo sia da sempre stato ritenuto eccessivo. 
Fino al 1975 sono state amministrate dal Ministero della pubblica istruzione, poi, con la sua istituzione, la competenza è passata al Ministero per i beni culturali.

## La riflessione biblioteconomica in Italia prima dell'Unità
Nello stesso periodo in cui Antonio Panizzi con successo lavorava al catalogo della biblioteca del British Museum e ne pubblicava le novantuno regole, la biblioteconomia italiana rimaneva sorda alle grandi innovazioni che si preparavano in Inghilterra e procedeva su percorsi più prossimi alla tradizione.
Tra i testi "classici" della biblioteconomia italiana prima del Regno Unito possono ricordarsi i lavori di Leopoldo Della Santa, di Agostino Salvioni e del padre Paolo Maria Paciaudi. Di questi tre, solo il primo è di concezione moderna, mentre gli altri due, per quanto separati da sessant'anni esatti, si assomigliano nell'impostazione, anche retorica, d'antico regime. Il Della Santa aveva scritto per una "Pubblica universale biblioteca", curandone sia l'aspetto puramente organizzativo e pratico, sia quello catalografico; gli altri due autori si concentravano, invece, quasi esclusivamente sul metodo di classificazione delle opere.

### Le idee del Paciaudi e del Salvioni
Riguardo alla forma fisica di quest'ultimo, il Paciaudi è stato indubbiamente un grande innovatore, avendo installato nella Biblioteca palatina di Parma, che dirigeva, il primo catalogo a schede mobili d'Italia. I pregi di uno schedario contro un volume sono validamente dimostrati dall'autore stesso, che notava anche, implicitamente, la mancanza di un sistema che tenesse le schede del catalogo insieme, senza possibilità di rimuoverle disonestamente. La gestione delle collocazioni era ibrida, ovvero né per semplice dimensione fisica, né puramente per classe; il padre teatino proponeva una sistemazione "orizzontale", dividendo prima i volumi per dimensioni e poi, all'interno delle scansie dal contenuto uniformato fisicamente, ordinando i libri per classe.
Decisamente settecenteschi erano i consigli per la selezione dei volumi, densi, come il resto del testo, di retorica e citazioni classiche e sbilanciati completamente verso le lettere, la storia e le scienze divine, giacché alle arti liberali era dedicato un solo paragrafo. Questo sbilanciamento era riflesso anche nel sistema di classificazione, che raccoglieva in una sola classe delle sei totali tutte le scienze che oggi si direbbero dure.
La collocazione ibrida del Paciaudi era ignorata dal Salvioni, che per quella che ora è conosciuta come la biblioteca Mai di Bergamo preferiva una sistemazione puramente per materie o, per dirla col bibliotecario della Palatina, "verticale". È chiaro lo spreco di spazio in altezza che un tale sistema genera, nemmeno ripagato dalla possibilità dei lettori di ricercare da soli i libri, visto che l'idea dello scaffale aperto era ancora di là da venire. Riguardo alla compilazione del catalogo, non era nominata nessuna norma in particolare, ma fra i lavori citati a titolo d'esempio, divisi per argomento tra libri moderni (per il tempo), edizioni anteriori al XVII secolo e manoscritti si nota una certa conoscenza della letteratura europea sull'argomento. La brevità dell'opera, tuttavia, e la quasi esclusività della trattazione sui problemi della collocazione la rendono poco utile a istruire il lettore su come "ordinare una pubblica biblioteca".

### Lapubblica universale biblioteca
Fra le tre considerate, l'opera di Leopoldo Della Santa è senza dubbio la più completa, proponendo anche la pianta per una biblioteca costruita secondo i suoi canoni, e la più vicina agli interessi e ai problemi contemporanei. All'inizio della sua trattazione, egli lamentava l'inadeguatezza dei locali delle biblioteche pubbliche al servizio cui sono chiamati, avendo le sale sacrificato l'utile al bello, sprecando così spazio. Chiedeva che i libri fossero conservati lontano dal sole e dalle finestre, per evitare i danni della luce e dell'acqua che vi sarebbe potuta penetrare, lontano dai luoghi di passaggio, per evitare danni causati da polvere e da comportamenti scorretti. C'è da notare che a tutt'oggi questi problemi sono affatto irrisolti, visto che la sede e parte notevole della scaffalatura di molte biblioteche sono le stesse dei tempi del Della Santa. Per quanto moderno, l'autore non concepiva ancora l'idea dello scaffale aperto, chiedendo che nella sala di studio non fosse collocato libro alcuno, per evitare che la stessa apparisse come "una vasta bottega di Libraio".
Curiosa, quantomeno per i giorni nostri, è la gestione del catalogo, che era di due specie: l'” Indice dei volumi” simile un inventario topografico ordinato però per autori o titoli, inaccessibile agli utenti e il "dizionario bibliografico", catalogo-dizionario della biblioteca, con notizie anche di spoglio, accessibile agli utenti. Entrambi gli strumenti di supporto erano previsti a volume. I cataloghi erano gestiti dal "ministro dell'Indice", in una stanza attigua alla sala di studio, che compiva le ricerche delle collocazioni ed effettuava un servizio d'informazioni bibliografiche ante litteram. La netta divisione tra stanze per le persone e stanze per i libri era rinnovata parlando degli uffici degli impiegati, i quali non dovevano contenere alcun volume che potesse essere richiesto dagli utenti, e dell'officina libraria per le riparazioni, posta in una sala apposita "per non convertire esse Stanze [dove sono tenuti i libri] in botteghe" e per evitare che opere preziose circolassero fuori dalla biblioteca.
Molto attento era il Della Santa ai parassiti dei materiali scrittorî, proponendo di sostituire le porte di legno delle stanze per i libri con cancelli di ferro e di realizzare le scaffalature in cipresso, che non si tarla né tarmisce. Profetica era l'abolizione dei ballatoi, che oggigiorno tanti problemi statici e di inaccessibilità delle collezioni significano, sostituiti da soffitti limitati a cinque metri e mezzo (altezza ritenuta facilmente raggiungibile mediante scale poggiate agli scaffali) e un piano ulteriore. La gestione delle collocazioni era fissa a scaffale chiuso, ordinata puramente per dimensioni e per nulla differente dalla pratica presente. Venivano proposte sette regole per la compilazione dell'indice, che non potevano che essere vaghe e non esaurire che i casi catalografici più comuni.
Tutti gli autori che ne trattano sono accomunati dal non volere che i lettori della biblioteca adoperino il catalogo per conto loro, per paura di danneggiamenti e furti, mentre la pratica presente punta all'esatto contrario. Il Paciaudi, se da un lato arrivava a proporre di scrivere le carte del catalogo in modo che gli studiosi non riuscissero a leggerle, lasciava poi che gli inservienti della biblioteca, andando a prelevare un volume, portassero con sé la scheda corrispondente, per non dimenticare la collocazione. È chiaro che così il catalogo è parimenti sottoposto a perdita di notizie, accidentali o meno. Per il Della Santa, l'"indice" della biblioteca era addirittura in una stanza inaccessibile al pubblico. L'idea di separare il "dizionario bibliografico" e le collocazioni, per evitare con certezza che chiunque non autorizzato potesse sapere dove sono di posto i libri, pare alquanto paranoica e in una qualunque grande biblioteca attuale chiederebbe un notevole numero di "ministri dell'indice" per essere messo in pratica.
Si vede comunque che in Italia erano già state formulate o messe in pratica idee per una modernizzazione delle biblioteche, ma che permanevano anche "sacche" di arretratezza, di metodologie datate e che in breve tempo sarebbero divenute non più praticabili. È un peccato che il più innovativo degli scrittori presentati, Leopoldo Della Santa, si spendesse così tanto per l'impostazione di una biblioteca di nuova costruzione, quando per avere in Italia una grande "pubblica universale biblioteca" in un edificio appositamente costruito si sarebbe dovuto attendere il 1935, con l'inaugurazione della nuova sede della Nazionale centrale di Firenze. Nessuno dei nominati, per quanto descrivesse magari minuziosamente come avrebbe dovuto essere fatto esteriormente il catalogo, si spese per propugnare un codice di catalogazione il più puntale e preciso possibile, che consentisse la realizzazione di strumenti di ricerca uniformi o uniformati. Le sette regole del Della Santa non sono assolutamente paragonabili alle novantuno che il Panizzi avrebbe pubblicato, trent'anni dopo, in apertura al catalogo dei libri a stampa del British Museum e che per lungo tempo sarebbero rimaste prive d'un omologo italiano.
È probabile che la conoscenza dell'inadeguatezza delle sedi delle raccolte abbia spinto la riflessione verso la necessità più evidente, ovvero la costruzione di edifici adatti, ma abbia tralasciato un aspetto non meno importante, cioè il rendere le raccolte accessibili facilmente agli studiosi. Inoltre, preparare le norme di un catalogo e metterle in pratica è certamente meno costoso che erigere dal nuovo un grande palazzo e raccoglie meno interessi di parte e di propaganda, essendo sostanzialmente un lavoro da specialisti che interessa ben poco il grande pubblico.

## L'Unità

### I primi provvedimenti e la statistica del 1863

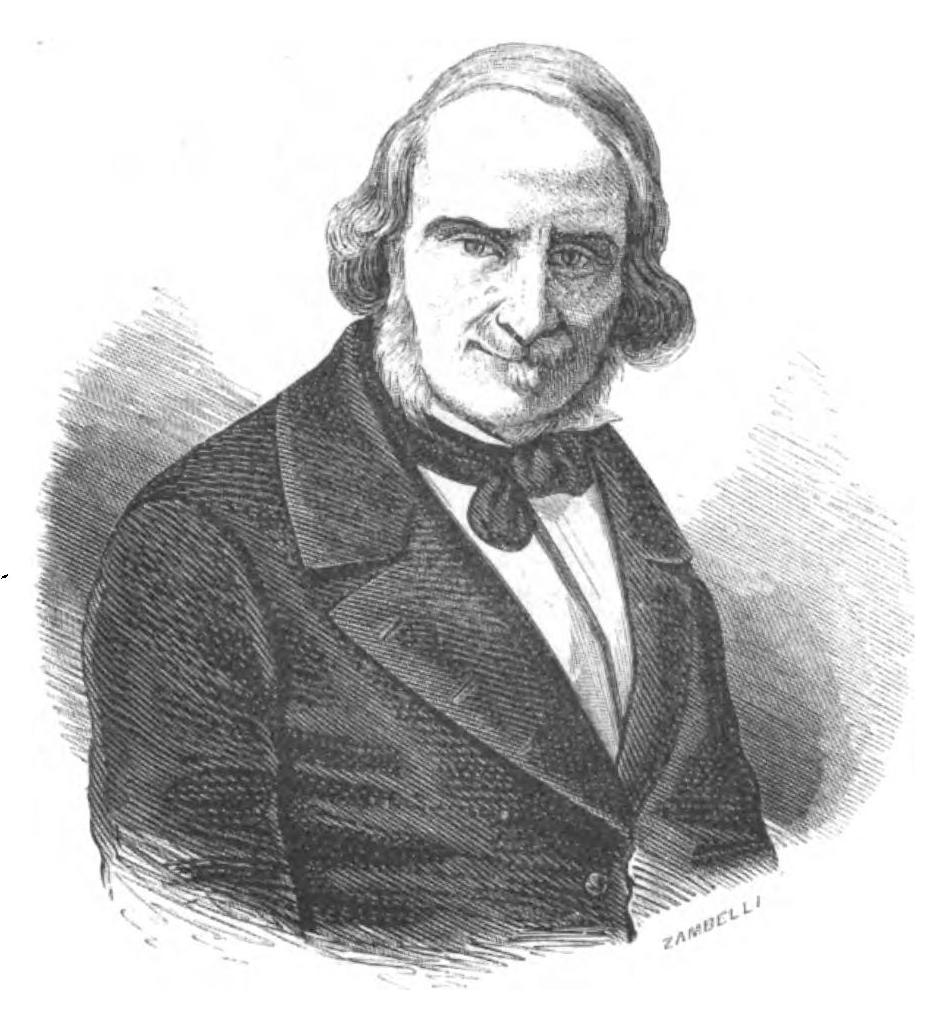
Terenzio Mamiani ai tempi del primo parlamento del Regno d'Italia

Prim'ancora della proclamazione di Vittorio Emanuele II re d'Italia, il 22 febbraio 1861, il Ministero dell'istruzione pubblica inviava ai bibliotecari una lettera circolare, mentre dichiarava allo studio un "generale Regolamento" per il settore. La circolare, a firma di Terenzio Mamiani, oltre a ricordare di rispettare gli obblighi comuni (orari mantenuti, distribuzione pronta dei libri, ecc.), chiamava a usare prudenza per i nuovi acquisti, affinché fossero adatti ai bisogni degli studiosi e alle caratteristiche dell'istituto, chiedendo consigli agli insegnanti del luogo. Veniva consigliato di accordarsi tra biblioteche della stessa area, in modo da spartirsi gli acquisti ed evitare sovrapposizioni di competenze, e di sollecitare i tipografi a rispettare gli obblighi derivanti dal deposito legale. Sempre per rendere più efficiente la gestione del patrimonio librario, si chiedeva di pubblicare elenchi delle opere che fossero state trovate doppie e proporne il loro impiego al ministero, ricordando, principiando la stagione del centralismo e delle limitate autonomie, che era vietato vendere o scambiare i libri senza autorizzazione del governo. Piuttosto limitative erano le disposizioni sul prestito esterno, da concedersi solo a insegnanti e accademici, per venti giorni senza possibilità di rinnovo. Saggiamente, erano esclusi dal prestito manoscritti, libri antichi e recentissimi, opere di frequente uso.
Il 28 luglio fu discusso in Parlamento il bilancio passivo del Ministero della pubblica istruzione e il relatore Raffaele Conforti ebbe a dichiarare che il Regno ereditava troppe università, istituti di belle arti, conservatori di musica, accademie e biblioteche, che avevano avuto senso d'esistere solo in funzione degli antichi Stati e che ora andavano a sovrapporsi e ad essere mal disposti geograficamente. Il parere fu che «l'interesse della scienza e del tesoro pubblico non po[tessero] conciliarsi con simigliante sistema». Riferendosi alle università, fu dichiarato:
(Conforti, 1863,  pp. 3-4)
Tra le prime biblioteche cui il neonato Regno d'Italia s’interessò furono la Magliabechiana e la Palatina di Firenze, riunite nella nuova Biblioteca nazionale con Regio decreto 22 dicembre 1861, n. 213. Due anni dopo, «prima di formulare una proposta di legge e di addivenire ad uno speciale regolamento delle Biblioteche», il governo propose un’inchiesta sulle biblioteche che si trovavano sull’allora territorio italiano, i cui risultati furono pubblicati nel 1865. La statistica, alla fine della sua Introduzione storica, lamentava la «insufficienza delle odierne Biblioteche e la necessità di un riordinamento», trovandole poco fornite in alcuni rami del sapere, mal distribuite e con competenze che si sovrappongono, mancanti di quell’enciclopedismo che si riteneva necessario per una biblioteca nel secolo XIX e in generale non rispondenti «alle nuove richieste degli studii». Era auspicato un riordinamento delle biblioteche italiane, in collaborazione tra lo Stato e le province, per creare grandi biblioteche riunendo le piccole sparse sul territorio concludendo, infine:
(Ministero dell'istruzione Pubblica, 1865,  p. XVII-XVIII)
In quell'Italia, ancora priva del Lazio e delle Venezie, erano state registrate 210 biblioteche, di cui 33 governative e 46 private non aperte al pubblico, conservanti in totale quattro milioni e centomila volumi, poco meno della Francia, e con un tasso di libri per abitante tra i primi d'Europa. Questi numeri non devono trarre in inganno, visto che la maggior parte delle opere conservate erano antiche ed ecclesiastiche, poco consone, come già ricordato, agli studi che si facevano. La qualità generale del materiale non era nemmeno buona, né in termini di supporto, né in termini di contenuto.
| Materia                                 | Opere date in lettura | percentuale |
| --------------------------------------- | --------------------- | ----------- |
| Belle arti                              | 261 689               | 26%         |
| Giurisprudenza                          | 193 972               | 20%         |
| Scienze matematiche, fisiche e naturali | 183 528               | 19%         |
| Storia e filologia                      | 122 496               | 12%         |
| Enciclopedia                            | 101 797               | 10%         |
| Teologia                                | 70 537                | 7%          |
| Totale                                  | 988 510               | 100%        |

Le opere consultate nel 1863 descrivono un pubblico di studiosi principalmente di arte, legge e scienze dure. Gli ultimi nominati certamente poco si giovavano del patrimonio antico che tuttora è caratteristico delle biblioteche italiane e le opere sacre, di cui le raccolte erano ricche, giacevano sottoutilizzate. La statistica nota la scarsa entità dei finanziamenti, oltretutto dispersi su numerosi istituti, spesi principalmente per affitti dei locali e stipendi (comunque scarsi e ingiustamente diversi secondo l'area geografica) dei funzionari, mentre per i libri era destinato circa un terzo del bilancio. Mancando inoltre una preparazione specifica per i bibliotecari, essi non avevano, eccetto che in alcuni casi, conoscenze di pratica amministrativa delle loro istituzioni né delle scienze del libro; a peggiorare il quadro, i pochi impiegati, capaci e non, erano stati sfrondati dalle epurazioni dopo l'annessione delle rispettive province al Regno. Le biblioteche governative erano così distribuite:
- Piemonte
  - Universitaria di Torino
  - Biblioteca del liceo di Novara
  - un'altra
- Liguria
  - Universitaria di Genova
  - un'altra

- Lombardia 
  - Biblioteca di Brera di Milano
  - Governativa di Cremona
  - Universitaria di Pavia
  - Governativa di Mantova

- Emilia
  - Universitaria di Bologna
  - Palatina di Modena
  - Universitaria di Modena
  - Biblioteca di Parma
- Toscana 
  - Nazionale di Firenze
  - Universitaria di Pisa
  - Biblioteca di San Frediano di Lucca
  - Marucelliana di Firenze
  - Medicea Laurenziana di Firenze
  - Riccardiana di Firenze
  - Forteguerriana di Pistoia
  - Biblioteca dello spedale di Santa Maria Nuova di Firenze[30]
  - un'altra

- Campania 
  - Nazionale di Napoli
  - Universitaria di Napoli
  - Brancacciana di Napoli
  - Biblioteca di San Giacomo di Napoli

- Sicilia
  - Nazionale di Palermo
  - Universitaria di Catania
- Sardegna
  - Universitaria di Cagliari
  - Universitaria di Sassari
- Marche 
  - Biblioteca di Chiaravalle
- Abruzzo 
  - Biblioteca del Convitto nazionale di Teramo
- Basilicata 
  - Biblioteca dei frati Cappuccini di Lauria

### Le leggi eversive
Il 1866 fu l'anno dell'«esiziale» articolo 24 del decreto sulla soppressione delle corporazioni religiose, che assegnava le collezioni librarie degli enti sciolti a biblioteche della provincia dove aveva sede l'ente. La decisione pare senza criterio anche cercando di guardarla con gli occhi del tempo: tra le opere chieste in lettura solo tre anni prima, quelle di argomento sacro erano le meno significanti numericamente e pare improbabile che i gusti dei lettori italiani, definiti "piuttosto laici", fossero mutati così repentinamente e che il governo di Firenze l'avesse notato. Inoltre, è contraddittoria l'idea di uno stato laico e anticlericale, qual era l'Italia nei suoi primi decenni di vita, di formare la cultura dei suoi cittadini dandole come nutrimento i volumi delle collezioni religiose.
Nella pratica biblioteconomica moderna, il dono e i legati sono da gestirsi con estrema cura, rifiutandoli se non si confanno alla struttura delle raccolte che caratterizzano la biblioteca o indirizzandoli verso enti che possono goderne con più frutto. Il decreto del 1866 inondò le biblioteche italiane di tonnellate (vista la quantità, non è un'iperbole) di libri, principalmente devozionali del Sei-Settecento, assegnandoli semplicemente a chi si poteva. I ricettori di questo non richiesto regalo dovettero poi dedicare le loro già scarse forze monetarie e umane a inventariare, catalogare e collocare il nuovo materiale.
Sulle acquisizioni di simile natura, ma effettuate dopo l'estensione del decreto del '66 a Roma, si espresse Ruggiero Bonghi al Parlamento in varie occasioni. Alla presentazione del bilancio del Ministero della pubblica istruzione per il 1873, parlando degli stanziamenti per la schedatura dei fondi religiosi acquisiti e dopo aver ricordato l'inadeguatezza delle biblioteche romane agli studi moderni, consigliò:
(Bonghi, 1874,  p. 9)
Con tono decisamente più aspro, durante la discussione di quello stesso bilancio e in riferimento agli stanziamenti poco sopra ricordati, dichiarò
(Si ride) [nota del resoconto stenografico]
Non fo proposta, perché bisognerebbe pensarci su prima. Quanto al modo di non far le spese inutili, io lascio questo carico all'amministrazione. Bisognerebbe si fosse cauti in questa scelta, ma crederei che, se si pensasse al modo di sceverare questi libri e si combinasse la maniera di non trasportare molti e triplicati, e quadruplicati, e quintuplicati libri inutili sarebbe bene […].
Io che sono un topo di biblioteca, che corro attorno alle librerie, so dirvi che tutta questa congerie di libri non val nulla, è tutta roba da peso.
Ad ogni modo, se l'amministrazione pensasse ad un organismo che gli permetta di sceverare tutti questi libri, potrebbe liberarsi di quelli che non hanno più nessun valore e dei quali basta resti una sola copia in Italia per testimonianza che si sia stampata […], potrà forse consegnare qualche cosa all'attivo dall'introito, cioè dal ricavo di questi libri venduti a peso. Perché non bisogna più avere quella illusione che basti che uno dica: libri, libri, perché si chiarisca amico della scienza e della coltura. Peggio per lui se non sono buoni questi libri! ed i quattro quinti avrebbero fatto meglio a non stamparli. 
Ad ogni modo una volta stampati nessuno li ha più letti, ed è inutile che andiamo assiepando tutte le biblioteche d'Italia di questi libri. 
Io dico che di libri inutili nelle nostre biblioteche ne abbiamo già troppi, e se si risparmia lo spazio, questo spazio sarà utile per i libri buoni, o se non possiamo comprarne dei buoni, lascieremo vuoto lo spazio senza occuparlo di libri insignificanti»
( Tornata del 27 maggio 1874 (PDF), su Camera dei deputati : portale storico,  p. 4000. URL consultato il 1º marzo 2020.)
Considerando che a Roma avevano sede le case madri e i grandi conventi delle congregazioni già soppresse nel resto d'Italia, c'è da supporre che le loro biblioteche fossero meglio assortite di quelle delle province. Se ciò non fosse vero, Roma sarebbe quantomeno un campione significativo per valutare la qualità delle raccolte librarie ecclesiastiche italiane, che quindi si potrebbe dire da scarsa a molto scarsa.

## Il regolamento del 1869

### Il governo e le biblioteche
Nel 1867 uscì un articolo di Desiderio Chilovi destinato a divenire un classico della biblioteconomia italiana. Nel contributo, il Chilovi lamentava la scarsa considerazione che gli antichi Stati avevano delle biblioteche, la cui condizione, tuttavia, non era stata molto mutata dall'Unità; egli vedeva la causa principale dei problemi delle biblioteche nel non avere una direzione unica, essendo separate fra tre divisioni del Ministero della pubblica istruzione. Mancando una guida unica e sicura, i bibliotecari erano lasciati a loro stessi e i servizi ne soffrivano. Questa guida unica sarebbe dovuta essere da ricercarsi in una "Sovrintendenza generale per le biblioteche del Regno", eventualmente da allargarsi agli archivi, con persone che «avessero le cognizioni necessarie, e tale autorità da potere assumere, in faccia al Governo ed al paese, la responsabilità di un migliore andamento delle nostre biblioteche». 
La situazione di queste ultime era descritta come insoddisfacente, per mancanza di fondi, di specializzazione e di penetrazione del territorio con le biblioteche comunali. L'autore chiedeva che a denominazioni precise corrispondessero compiti precisi, cosicché gli istituti non finissero per farsi concorrenza; sarebbe seguita poi una politica d'indirizzo, di coordinazione, anche con gli enti territoriali, e d'economia, impossibile senza classificare funzionalmente le biblioteche.
Un altro impegno della progettata sovrintendenza era il preparare un regolamento generale e norme catalografiche uniformi (sia per i libri a stampa che manoscritti) e di organizzare sopralluoghi nelle biblioteche, per sincerarsi della loro buona gestione ed evitare eccessi degli amministratori, ai quali erano chieste costanza e circospezione. Sempre per scopi di controllo, Chilovi proponeva che fossero pubblicate liste delle nuove accessioni, dimodoché il ministero potesse valutare l'operato dei bibliotecari, la sua attinenza con la missione dell'istituto. Per rendere più e meglio accessibili le biblioteche, era proposto di organizzare letture serali e di fondare istituzioni apposite per i ragazzi, dove potessero svagarsi e istruirsi.
Dopo aver analizzato le disponibilità finanziarie delle biblioteche governative, il Chilovi proponeva la costituzione di una biblioteca nazionale «dove si raccolgono tutte le pubblicazioni che si fanno nel paese, affinché in essa si vegga tutto il movimento intellettuale della nazione», particolarmente necessaria a un Paese sempre stato disunito, come l'Italia. Lamentava l'incapacità a pubblicare un inventario di ciò che si pubblica nel Regno ogni anno e la scarsa intelligenza delle disposizioni sul diritto di stampa, che non veniva sfruttato per arricchire il patrimonio librario gratuitamente, e la creazione di una raccolta delle pubblicazioni italiane non presso l'Archivio generale dello Stato, ma in una biblioteca.
Intelligente era la proposta riguardo alla catalogazione dei manoscritti, ritenuta assolutamente necessaria, di inviare alla bisogna funzionari presso biblioteche il cui personale non è sufficiente, per schedare i volumi più interessanti. L'articolo si conclude con la considerazione della mancanza di una formazione adeguata dei funzionari, poiché nei concorsi pubblici «brillava sempre per la sua assenza, la biblioteconomia», la difficoltà di fare carriera, la disparità ingiustificata degli stipendi tra le varie istituzioni.

### Il Congresso internazionale di statistica
Pochi mesi dopo la pubblicazione dell'articolo, una nuova occasione per il dibattito sulla questione bibliotecaria sorse col Congresso internazionale di statistica, che si tenne per la prima volta in Italia, a Firenze. All'apertura dei lavori della sezione sull'educazione, fu presentato un rapporto di Tommaso Gar, che non apportava grandi novità da quanto già ricordato. Scarsa rispondenza ai bisogni del pubblico, dotazioni insufficienti, servizi poco efficienti, ereditati da un periodo storico in cui le necessità degli studi erano molto minori. Il Gar identificava sette tipi di biblioteche, ciascuna col suo scopo e il suo pubblico preferenziale, che dovevano essere sempre nella mente degli amministratori. Riguardo ai bibliotecari, si lamentava, come già aveva fatto il Chilovi, la mancanza di una formazione apposita, visto che una semplice cultura, per quanto grande, non era ritenuta sufficiente. Il relatore proponeva di indirizzare la questione delle competenze di archivi e biblioteche e di distinguerle nettamente con un "regolamento generale", definendo chiaramente le caratteristiche di ogni biblioteca mediante un questionario sul materiale posseduto, le caratteristiche dell'edificio, la storia dell'istituto, orari e prestito. Così facendo, si sperava che una visione statistica complessiva aiutasse a inquadrare meglio i bisogni delle biblioteche e a migliorarle.

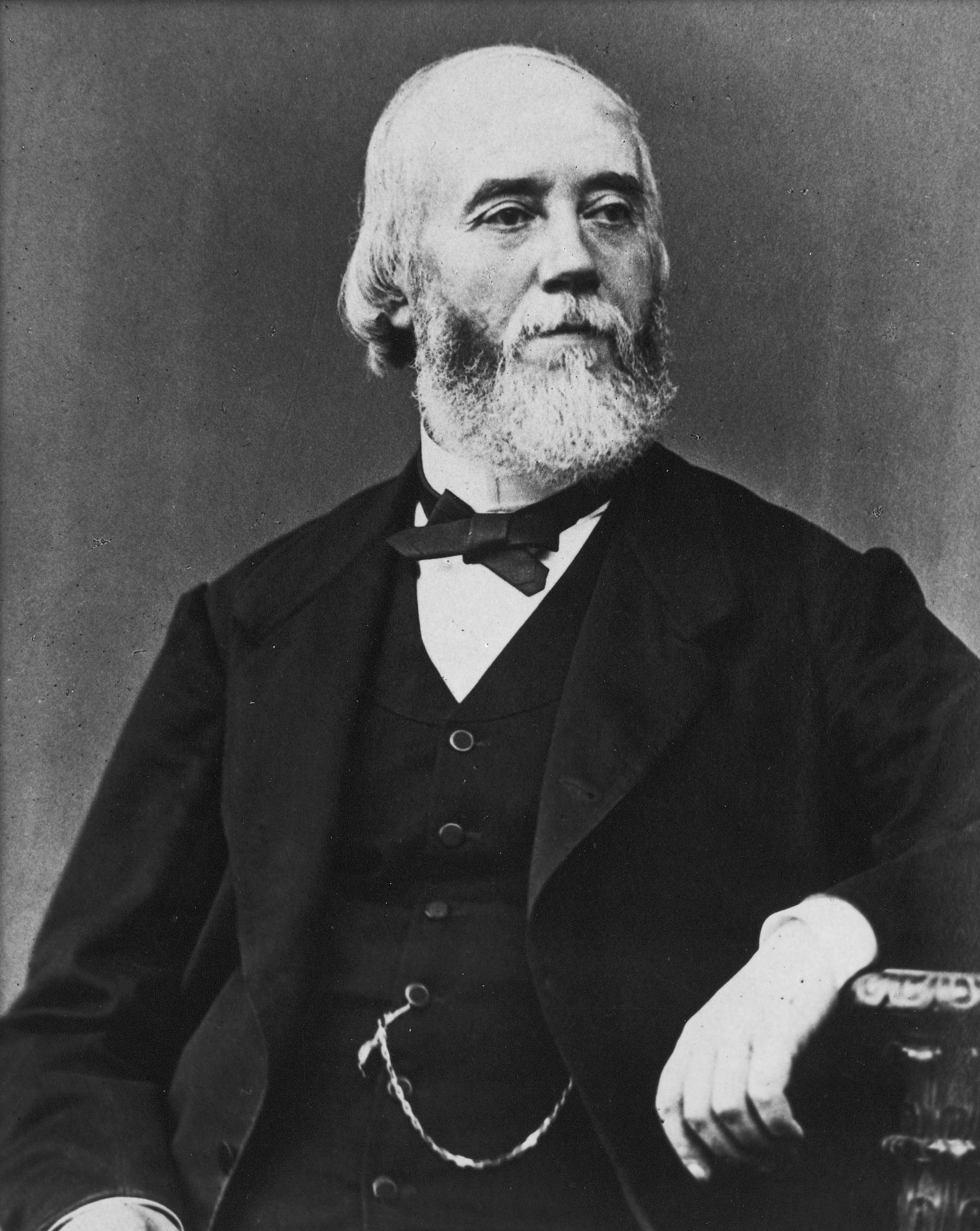
Tommaso Gar

Successivamente, presentando la discussione dei congressisti del rapporto del Gar, prese la parola Salvatore Bongi, presentando le massime del questionario limate leggermente. Fra le osservazioni fatte, erano criticate le aperture serali delle biblioteche, che raccoglievano sì molto pubblico, ma di sfaccendati «più disposti a sprecare i libri che a leggerli». La soluzione proposta era quindi di limitare l'accesso solo a persone che veramente volessero studiare e di restringere il servizio solo a biblioteche tecniche o speciali. Per quanto avversato da certuni, il prestito esterno veniva considerato lecito (anche per manoscritti e libri preziosi), a condizione che fosse precisamente regolamentato e che lo studioso fosse degno di fiducia.
Terminata la revisione del questionario, a nome della sezione il Bongi propose quattro "voti" per lo sviluppo delle biblioteche, riprendenti alcune idee del Chilovi e della circolare Mamiani. Si chiedeva di istituire consigli di eruditi affinché elaborassero le liste delle opere da acquistare, di sfruttare il diritto di stampa per creare una raccolta della produzione bibliografica nazionale, di istituire dovunque biblioteche popolari e scolastiche. Infine, era stata auspicata l'istituzione di norme descrittive universali, riconoscendo come modello il Manuel du libraire di Jacques Charles Brunet.

### Il regolamento
Nel 1868 al parlamento fu fatta proposta di formare una commissione d'inchiesta per studiare la questione delle biblioteche e l'anno successivo i tempi furono maturi. Presentando il bilancio della Pubblica istruzione, il relatore Angelo Messedaglia ripeteva le lamentele sugli scarsi e dispersi fondi disposti per le biblioteche, il loro grandissimo numero, a confronto con l'estero, il loro scarso aggiornamento scientifico e la mancanza di cataloghi pubblicati. Sull'esempio inglese, proponeva che si formasse una commissione per riformare l'ordinamento amministrativo delle biblioteche ed eventualmente il passaggio di competenze agli enti locali. Altre proposte non erano nuove, come l'accorpamento di biblioteche minori, un migliore sfruttamento del deposito legale e il formare «al Ministero della pubblica istruzione un archivio il più possibile completo di tutte le pubblicazioni di ogni natura che si fanno nel regno».
Discutendo la relazione, furono ribadite la mancanza di fondi, l'inadeguatezza della Nazionale di Firenze al suo ruolo, la totale inefficacia dell'azione politica, arrivando a dichiarare: «Il meglio fu fatto quando non abbiamo fatto nulla» e a criticare pesantemente la gestione delle soppressioni ecclesiastiche. Si notò ancora una volta l'evidente: le biblioteche dello Stato erano troppe e mal distribuite. Floriano Del Zio dichiarò:
( Tornata del 28 maggio 1869 (PDF), su Camera dei deputati : portale storico,  p. 10748.)

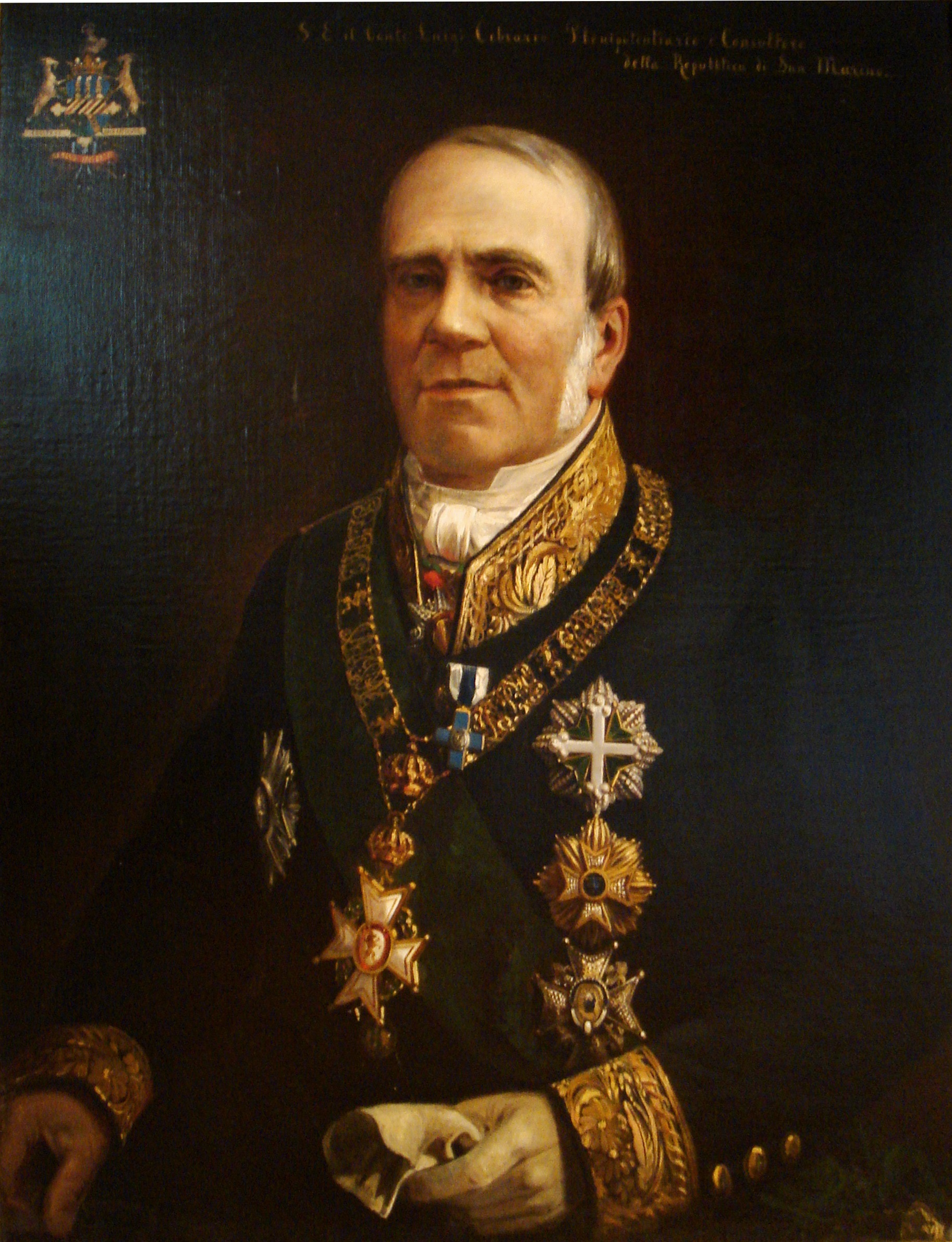
Il senatore Cibrario nel 1862

Come appare ormai ovvio, la politica e il mondo scientifico si trovavano d'accordo su parecchi punti, ma lo spirito dei primissimi anni dell'Unità, che voleva preparare una soluzione globale al problema, aveva abbandonato il Parlamento che si sarebbe ridotto, malgrado gli sforzi degli accademici, solamente a normare le istituzioni statali, lasciando le altre biblioteche in balia delle indifferenti amministrazioni locali. Il 20 luglio 1869 la commissione fu nominata, con la richiesta di elaborare un regolamento per le biblioteche governative, valutare la possibilità di avere un'unica grande biblioteca nazionale e di istituire corsi di bibliologia presso le università. A capo dei commissari fu messo il senatore Luigi Cibrario.
La relazione della commissione fu presentata il 26 agosto di quello stesso anno e affermava che la situazione culturale italiana, da sempre pluricentrica, non poteva essere rappresentata da una sola biblioteca nazionale, a meno di grandissimi sforzi e sacrificando le altre. Di conseguenza, proponeva di creare biblioteche nazionali nove antiche istituzioni, sostanzialmente le biblioteche delle ex capitali, esclusa Lucca e inclusa Bologna. Sui meditati accorpamenti di piccole raccolte, fu proposto solamente di riunire la Riccardiana e la Mediceo-Laurenziana, mentre, in luogo dei corsi universitari, si auspicava l'istituzione di corsi biennali presso le biblioteche nazionali, sul modello delle scuole d'archivistica. Non nuove erano le proposte per istituire un consiglio di eruditi per aiutare i bibliotecari con gli acquisti e delle aperture serali. 

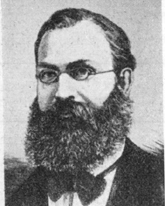
Angelo Bargoni

I consigli della commissione furono sostanzialmente recepiti dal regolamento contenuto nel Regio decreto 25 novembre 1869, n. 5368, in materia di "approvazione del riordinamento delle Biblioteche governative del Regno" a firma del ministro Angelo Bargoni. Venivano dichiarate governative tutte le biblioteche finanziate dallo Stato e il cui personale era retribuito sul bilancio e queste divise in due classi: di carattere generale, o suscettibili a divenirlo, e di carattere speciale o suscettibili a divenirlo. La specialità della biblioteca non era definita ulteriormente. Delle nove proposte, venivano registrate a biblioteche nazionali solo Napoli, Palermo e Firenze, che lo erano già dall'instauramento del governo sabaudo in quei luoghi. Le altre furono solamente inserite nella prima classe. La sottomissione delle biblioteche speciali alle generali è resa evidente dalle minori dotazioni e dal fatto che non fossero nemmeno elencate.
Il titolo II prevedeva obbligatoriamente la creazione di un catalogo per autori e per materie e di un inventario, riprendendo per quest'ultimo una proposta fatta al Congresso di statistica di Firenze. Erano richiesti anche cataloghi speciali per tipo di materiale, con la raccomandazione che quelli dei manoscritti e dei rari fossero dati alle stampe. La forma dei cataloghi rimaneva ancora a volume e, malgrado la commissione parlamentare avesse avuto come membro Antonio Panizzi, le norme per la compilazione erano lasciate alla discrezione dei bibliotecari, con l'unico obbligo che fossero uniformi all'interno della biblioteca.
Il titolo III istituiva la commissione per gli acquisti, auspicata dalla circolare Mamiani, dal Congresso di Firenze e dalla stessa commissione parlamentare, un registro dei desiderata e riprendeva sostanzialmente le limitative disposizioni Mamiani per gli scambi e la vendita dei doppioni. L'unico articolo del titolo IV annunciava la regolamentazione di un corso di bibliologia e paleografia, da svolgersi presso alcune biblioteche.
Il titolo V autorizzava le aperture serali, con le comuni precauzioni proposte dal Chilovi, e istituiva sale di lettura riservate al materiale antico e di pregio. Il regolamento sul prestito nuovamente s'ispirava alla circolare Mamiani ed escludeva dalla circolazione "i codici rarissimi, di cui esistesse in Italia un unico esemplare"
Il titolo VI metteva finalmente ordine nei ruoli del personale, allineando gli stipendi degli impiegati sulla classe della biblioteca e stabilendo il concorso o la chiara fama come sistemi d'ammissione. Il bibliotecario di un'istituzione di prima classe aveva diritto a ₤ 5000 annue, quello di una di seconda, 3000.
Il titolo VII istituiva finalmente un archivio della produzione editoriale italiana presso la Nazionale di Firenze e una sezione sulla storia del Risorgimento in quella biblioteca, come proposto dal Messedaglia presentando il bilancio per il 1868. Si riunivano la Riccardiana con la Mediceo-Laurenziana.
Il primo regolamento delle biblioteche italiane, più che riformare il settore, ne sanzionò la situazione del momento. Il soverchio numero delle biblioteche governative, malgrado si parlasse di ridurlo dalla nascita del Regno, veniva definitivamente messo al riparo da diminuzioni. Si abbandonava per il momento il sogno di una grande biblioteca nazionale all'europea, iniziato con la riunione delle due grandi biblioteche fiorentine, preferendo "lasciar vivere poveramente le biblioteche esistenti piuttosto che creare una biblioteca nazionale veramente degna di questo nome". La divisione in due classi delle biblioteche era certamente ben poco per una separazione funzionale degli istituti, e usava non poca violenza nei confronti della storia delle raccolte, obbligando biblioteche nate come speciali a generalizzarsi o altre a cercare di capire quale fosse la loro "specialità". Ruggiero Bonghi ebbe a definirla "la più grande sventura che abbia ad esse [biblioteche] potuto toccare". Il sogno di Desiderio Chilovi e di Tommaso Gar di un sistema di biblioteche dalle competenze ben definite era destinato a rimanere tale, sia per la mancanza di una suddivisione precisa dei compiti, sia per la rinuncia dello Stato a normare l'intero settore, considerando solo gli istituti di sua proprietà. La "Sovrintendenza generale" non avrebbe visto la luce fino al 1926, quando fu fondata la Direzione generale Accademie e Biblioteche e il corso di bibliologia sarebbe rimasto lettera morta.
Malgrado tutte le sue deficienze, il decreto ebbe, come si è visto, il merito di ascoltare molti suggerimenti che venivano sia dagli addetti ai lavori, sia dal Parlamento, arrivando a concludere quel percorso cominciato con la circolare Mamiani, durato otto anni e costellato di annunci di regolamenti, allo studio ma mai elaborati a causa della breve vita dei gabinetti.
La volontà di alleggerire l'erario del peso delle biblioteche però non sparì e nel 1870 fu proposta la divisione delle spese delle biblioteche a metà con comuni che ne ospitavano la sede, mentre la cessione alle amministrazioni locali fu con forza negata. La proposta fu rifiutata dalla commissione di valutazione, presieduta da Ruggiero Bonghi, il quale pensava a una totale riscrittura del regolamento con diminuzione delle biblioteche governative, e non a una revisione. In quegli anni, pare che la pubblica Istruzione badasse più a rendere felici alcune categorie professionali delle biblioteche o la classe politica locale, piuttosto che riformare il settore.
La forma del regolamento fu mutata dal Regio decreto 22 giugno 1873, n. 1482, che abolì la classificazione e modificò la struttura del personale, allineando gli stipendi di tutti gli impiegati, fuorché dei bibliotecari, che furono divisi in tre classi a seconda dell'importanza dell'istituzione presso cui lavoravano.

## Ruggiero Bonghi e la questione romana

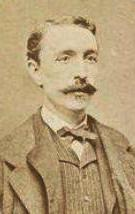
Enrico Narducci nel 1883

La fine del potere temporale dei Papi mutò il modo in cui si vedeva la situazione delle biblioteche. Se al tempo di Firenze capitale le osservazioni della commissione Cibrario sulla pluricentricità d'Italia potevano essere comprensibili, con l'annessione del Lazio e l'inevitabile spostamento della capitale, queste cadevano. Gli sforzi necessari per la conquista di Roma andavano ripagati, rendendola il centro della vita italiana, politica e culturale. L'idea di una grande biblioteca della nazione italiana ritornava attuale.
Già dal mese di ottobre 1870 cominciarono le attenzioni verso le biblioteche claustrali della città, che si temeva potessero essere spogliate dei loro averi più preziosi. Nel 1871 Enrico Narducci, delegato governativo per le biblioteche di Roma, consegnava al Ministero la prima relazione sulle collezioni claustrali della città e denunciava l'inizio della loro dispersione per mano degli stessi religiosi che le accudivano. Il grandissimo numero di biblioteche da un lato e la complessità giuridica della questione dall'altro, visto che le leggi eversive del 1866 ancora non vigevano su Roma e la proprietà delle librerie talvolta era di difficile attribuzione, resero la conservazione dell'integrità delle raccolte sostanzialmente impossibile. Le ispezioni governative potevano poco di più che constatare la situazione e la forza diplomatica e organizzativa della Chiesa fece il resto. Nello stesso anno, poco dopo la decisione dello spostamento della capitale, lo stesso Narducci proponeva l'installazione nel Palazzo di Montecitorio di una biblioteca nazionale, annessa che fosse o no alla Camera dei Deputati, dotata dei libri delle congregazioni romane, che si dimostravano sempre più abbondanti.
Il 10 luglio 1873 arrivò la soppressione delle congregazioni religiose e la liquidazione dell'Asse ecclesiastico anche per la provincia di Roma. Le collezioni librarie dei religiosi, dunque, passavano dall'essere vigilate dallo Stato a divenire proprietà pubblica. Il cambiamento di possesso non fermò comunque le vendite delle librerie a privati né le spoliazioni o gli sfruttamenti di cavilli giuridici per evitare che "gli italiani" prendessero possesso dei libri. L'azione governativa fu assolutamente inefficiente nel bloccare le malversazioni. La commissione di cui faceva parte il Narducci si sentì così impotente da doversi rivolgere alla stampa, denunciando tutto quello che lo Stato non aveva fatto per preservare quello che ormai era il patrimonio librario pubblico. Per tutta risposta, il Governo sciolse la commissione, privandosi degli unici che seriamente avevano lavorato per salvare le collezioni claustrali di Roma.
La liquidazione delle proprietà ecclesiastiche romane pose nuovamente in risalto il problema delle biblioteche romane e della nazionale italiana. Si discuteva se creare tante biblioteche specializzate, avendo come base le tradizioni delle istituzioni più antiche, o se fosse opportuno creare una grande raccolta universale. Intanto, lo sgombero dei libri dai conventi procedeva. Il 27 settembre 1874 Ruggiero Bonghi divenne ministro della pubblica istruzione e presto si convertì dal voler vendere a peso i libri dei religiosi al raccoglierli in una sede adeguata. La proposta che fece sua fu il fondare la biblioteca nazionale riunendo le raccolte del Collegio romano con quelle casanatensi, già elaborata dal Narducci.

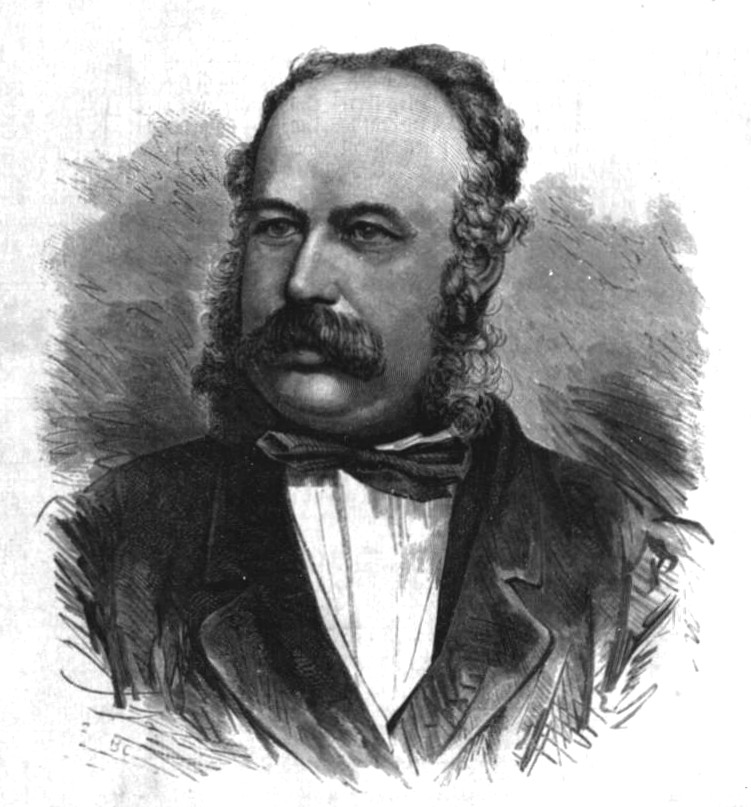
Ruggiero Bonghi ai tempi del suo ministero della Pubblica Istruzione

Alla Camera, il Bonghi ricominciò a ragionare della sua riforma delle biblioteche, proponendo una (non molto chiara) divisione dei compiti, tra biblioteche nazionali, che fossero "di deposito" e raccogliessero tutto quello che in Italia si era e si sarebbe pubblicato, e universitarie, che fossero veramente a servizio delle università. Come si vede, la classificazione esclude un notevole numero di istituti governativi, dei quali non è chiara la sorte. La pesante eredità del '66 rimaneva presente al Bonghi, che lamentava una "borra infinita" di libri che non valeva l'affitto dei locali per contenerli e intralciava il lavoro delle universitarie, sottraendo spazio alle pubblicazioni scientifiche. Con spirito assolutamente contrario alle idee di Gabriel Naudé, ma senz'altro più pratico, dichiarava che non si potevano conservare i libri che si leggevano, a dire tanto, una volta ogni cent'anni. Al massimo, era possibile accumularli in un luogo solo, «per riconoscere quando che sia la storia letteraria di questo paese» e liberare le altre biblioteche di libri inutili. Questo «luogo solo» era il Collegio romano, di cui il Ministero della pubblica istruzione stava prendendo possesso.
Relazionando al Re sul decreto che fondava la Biblioteca nazionale Vittorio Emanuele II, il ministro Bonghi addolciva notevolmente i toni polemici che avevano caratterizzato la sua attività parlamentare, arrivando a definire "savia" la legge per l'abolizione delle congregazioni religiose. Se prima giudicava i libri claustrali per metà inutili, ora riteneva che prima di emettere un giudizio fosse necessario schedarli tutti e, una volta concluso il lavoro, valutare in quale rapporto di collaborazione e di settore scientifico dovesse stare la nuova biblioteca con le istituzioni pubbliche storiche di Roma. Molto matura è la definizione data di biblioteca: «Una biblioteca non è un mucchio di carte stampate, ma un tutto organico di cognizioni, che si sviluppa a traverso i tempi».

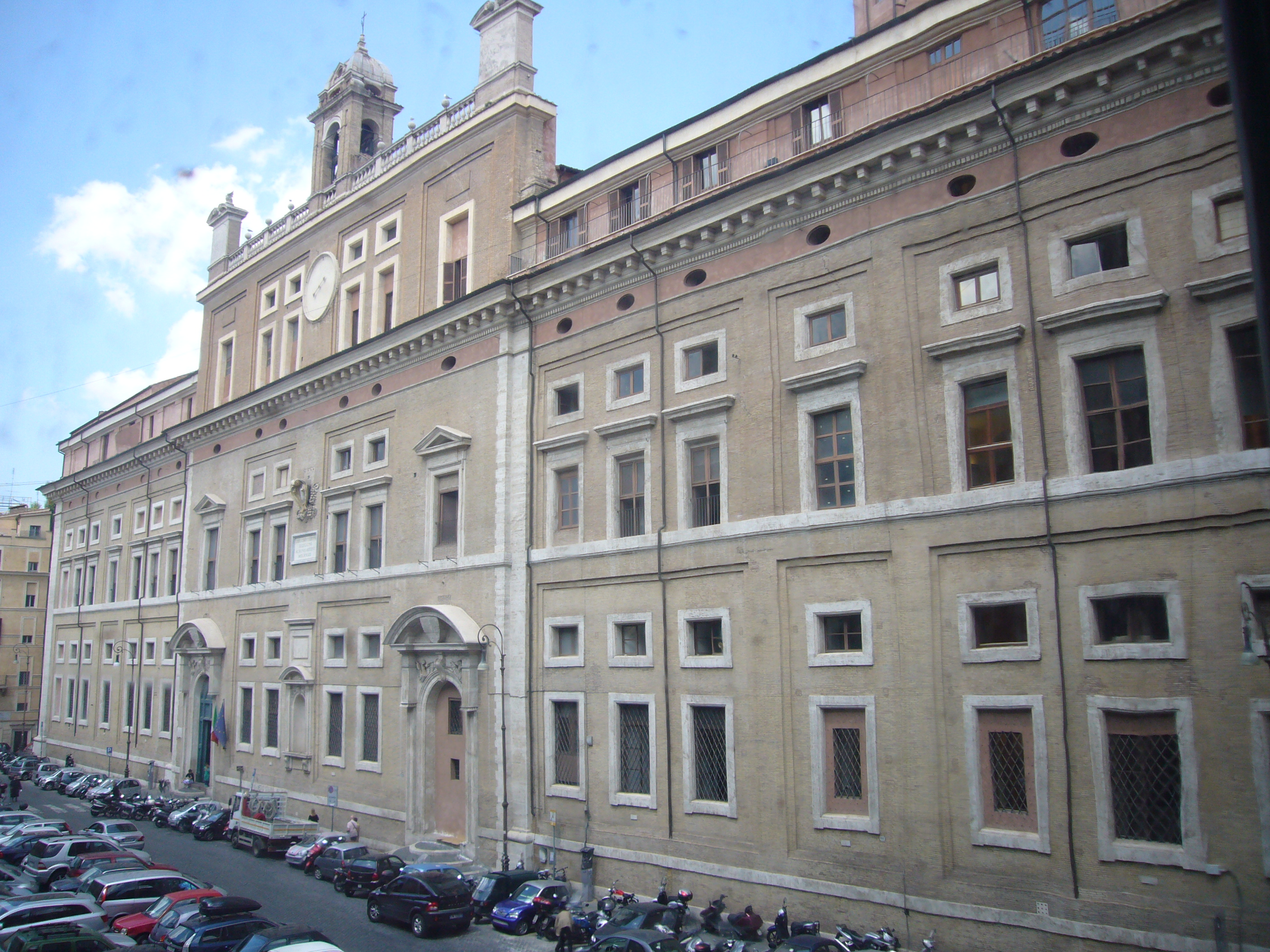
Il Collegio romano della Compagnia di Gesù

Istituita la biblioteca, si cominciarono il trasferimento delle opere, l'acquisto di monografie e riviste moderne, la loro catalogazione e l'immagazzinamento. Le collocazioni furono gestite, come riferì lo stesso Bonghi alla Camera, semanticamente, ma con un sistema di classificazione molto largo, cercando di riunire, come già aveva tentato il Paciaudi, i pregi di una sistemazione puramente basata sulle dimensioni con una per materia. La forma del catalogo fu finalmente a schede e le norme per la loro redazione riprese da quelle inglesi del Panizzi, dopo un primo periodo di discrezione dei bibliotecari. La schedatura delle centinaia di migliaia di libri giunti al Collegio romano fu effettuata da avventizi retribuiti a cottimo (l'unica via ritenuta praticabile) e in ciò la pratica di centoquarant'anni fa di poco differisce dalla presente. La costruenda sala di lettura rispondeva ai criteri del Della Santa, giacché non fu fornita di alcun libro e le consultazioni in stanze con volumi collocati non erano autorizzate; unica eccezione erano le "opere di riscontro" nella sala "per i lettori comuni", liberamente consultabili.

## Il regolamento del 1876
Inaugurando la Vittorio Emanuele di Roma il 14 marzo 1876, Ruggiero Bonghi auspicava che la città divenisse non centro della vita culturale della nazione, spegnendola nelle periferie, ma che fosse uno «specchio nel cui foco [la vita intellettuale d'Italia] s'appunti, una fucina nella quale si ritempri, un'incudine su cui si martelli», dove insomma convergesse il pensiero d'Italia per perfezionarsi. Sull'aggiornamento scientifico delle biblioteche, dichiarò: «se il vecchio non vi deve mancare, il nuovo è necessario che vi abbondi», mentre, riguardo al loro numero, disse:
(Bonghi, 1876,  p. 18)
Come si vede, il Bonghi difendeva la necessità di una grande e unica biblioteca nazionale propriamente detta e ne giustificava la sede a Roma con motivazioni principalmente storiche e politiche.
Il 26 dello stesso mese, entrava anche in vigore il nuovo regolamento organico delle biblioteche governative. Rispetto al decreto del '69, il provvedimento era più voluminoso, contando 87 articoli. Aveva aiutato il ministero nella redazione del provvedimento Desiderio Chilovi.
Nel titolo I, le biblioteche tornavano ad essere classificate, per quanto con metodi e finalità diverse dal regolamento Bargoni. La divisione si basava sull'afferenza a un qualche istituto (come le universitarie). Le biblioteche autonome si dividevano a loro volta in due gradi, il primo corrispondendo al titolo di "nazionale". Erano precisati i compiti dei vari istituti, stabilendo:
Le biblioteche nazionali hanno per fine di rappresentare nella sua continuità e generalità il progresso e lo stato della coltura nazionale e forestiera. 
Ciascheduna procurerà di riuscire al più possibile compiuta, nel rappresentare specialmente la coltura della regione nella quale ha sede. 
Art. 4. 
Questo stesso fine è proprio, in minori proporzioni, dalle biblioteche autonome di secondo grado. 
Art. 5. 
Le biblioteche connesse ad altri istituti hanno per fine di provvedere dei mezzi necessari di studio i professori e gli studenti di quelli, procurando di seguire progressi di ciascheduna delle discipline, che vi s'insegnano.»
Il progresso rispetto al precedente regolamento è netto, per quanto un articolo con due commi difficilmente possa rappresentare una guida chiara su come impostare le collezioni. Le biblioteche nazionali divennero quattro, sancendo la sconfitta della grande biblioteca nazionale unica, ma anche la vittoria sulle più ardite spinte campanilistiche, che le avrebbero volentieri portate a tredici. La volontà per la diminuzione degli istituti fu invece molto decisa, riducendo nove biblioteche a quattro mediante accorpamento e rendendo possibile la cessione delle biblioteche autonome sotto il 2º grado agli enti locali. Un successivo sforzo di razionalizzazione veniva dalla creazione di un fondo comune per l'acquisto di libri per istituti che avessero sede nella stessa città.
Il titolo II riprendeva piuttosto fedelmente le norme del precedente regolamento, imponendo la tenuta di un inventario e di cataloghi generali e particolari, prevedendone la pubblicazione. La mano del Chilovi si nota chiaramente dalla formula "suppellettile letteraria e scientifica", già usata nel suo articolo sul Politecnico e notevolmente moderna per il tempo, visto che può facilmente abbracciare non solo il materiale librario, ma anche buona parte di quello che oggi fa parte delle raccolte di biblioteca. Nuovamente, ogni istituto aveva il diritto di seguire le sue proprie regole catalografiche, ma queste erano soggette all'approvazione del Ministero. Per la prima volta venivano nominate le procedure di revisione e di spolveratura periodica del materiale.
Il titolo III creava delle commissioni per l'acquisto dei libri, simili ai consigli del regolamento Bargoni ma prive di esterni alla biblioteca e assegnava, per le biblioteche universitarie, una frazione dei fondi per l'acquisto di opere indicate dalle facoltà, riducendo l'arbitrio dei bibliotecari, di cui quelle istituzioni si lamentavano. Era accordata la possibilità di istituire raccolte particolari a facoltà, gabinetti, ecc., ma i libri appartenenti a questi primi embrioni di biblioteche d'ateneo rimanevano inventariati e catalogati nelle biblioteche universitarie, che potevano concederli in prestito e lettura. L'amministrazione dei desiderata e dei duplicati non presentava novità dal decreto precedente, a parte l'accentramento alla Nazionale di Roma della gestione dei doppi di tutte le biblioteche d'Italia. Veniva istituito un bollettino delle opere moderne e straniere acquistate o ricevute dalle governative, che sarebbe dovuto uscire mensilmente, sempre a cura della Nazionale di Roma, ordinato per materie.
Il titolo IV riprendeva, con maggiore livello di dettaglio su esami e programmi, il vecchio progetto di un corso per bibliotecari, da istituirsi presso la Vittorio Emanuele e "qualcun'altra delle nazionali". L'istituzione della scuola fu criticata dal Chilovi, che riteneva la giovanissima biblioteca di Roma, che non aveva ancora terminato le procedure di catalogazione delle sue raccolte, non avesse le forze per gestire un corso che non si era mai tenuto prima.
Le disposizioni del titolo V sui servizi della biblioteca ricalcavano, con qualche dettaglio in più, quelle del 1869 e le disposizioni sulla moralità delle pubblicazioni della circolare Mamiani.
Il titolo VI riformava il ruolo del personale. Erano istituiti dei consigli di direzione, composti dai funzionari bibliotecari.
Il titolo VII introduceva l'assoluta novità dell'alunnato presso le biblioteche nazionali, che serviva a formare gli assistenti e i distributori, come il corso di bibliologia, i bibliotecari. 
Il titolo VIII, il più corposo, normava le carriere, rendendo possibile per gli alunni, dopo un anno di lodevole servizio, di essere assunti. Per la prima volta era richiesta, come titolo per accedere al concorso da bibliotecario, la laurea. Si prevedeva la creazione della figura del conservatore di manoscritti, i cui requisiti sarebbero variati in funzione dei bisogni delle collezioni della biblioteca.
L'ultimo titolo regolava gli stipendi, che variavano a seconda dell'importanza dell'istituto, stabilita su cinque classi. Si tornava dunque indietro dalle eguaglianze del regolamento Bargoni, col compenso di un bibliotecario oscillante tra le ₤ 4000 annue di uno di 1º grado di un istituto di 1ª classe e le 3000 di un vicebibliotecario di 3º grado e 5ª classe. Era resa obbligatoria una relazione annuale al Ministro sullo stato della biblioteca e il movimento delle opere. L'articolo 85, in poche righe, disegnava una fatica enorme per l'Italia bibliotecaria, annunciando, avendo disponibili le forze e i mezzi della fine dell'Ottocento:
Come si può notare, il decreto Bonghi ereditava molto dalla normativa che l'aveva preceduto, a riprova che c'era comunque del buono nelle disposizioni Bargoni e Mamiani. Malgrado la collaborazione del Chilovi, accolta senza modifiche in molti articoli, il regolamento mancava però di quello che sia il bibliotecario trentino sia il Ministro da tempo sognavano: un centro per le biblioteche italiane, vuoi nella forma di una Sovrintendenza generale, vuoi in una biblioteca propriamente nazionale. La Vittorio Emanuele, infatti, usciva sì con alcune prerogative e alcuni compiti in più rispetto alle altre nazionali, ma non prendeva certo un ruolo di spicco, anche perché, a causa della sua giovinezza, della mancanza di fondi e del termine del ministero Bonghi, che tanto l'aveva protetta, non poté attendere ai suoi doveri. Fu criticata la struttura gerarchica degli istituti, mentre i direttori chiedevano una maggiore autonomia, ritenendoli tutti "nazionali". Nel parere dello stesso Bonghi, la classificazione delle biblioteche sarebbe servita affinché «l'assegno in bilancio fosse proporzionato ai libri che ciascheduna di queste biblioteche, secondo il luogo che occupa, secondo gli studi a cui deve servire, deve avere a disposizione», uso poi mai fattone.
Se la richiesta universale del titolo di "nazionale" pare esagerata, più ragionevole era quella di gestire autonomamente gli orari, mentre il regolamento lasciava la prerogativa al solo Ministero. L'impostazione degli stipendi in base alla classe della biblioteca fu criticata perché esageratamente complicata (esistevano 56 retribuzioni) e perché spingeva gli impiegati a farsi trasferire dove le paghe erano maggiori, premiando non il merito, ma solo la fortuna di lavorare in un luogo anziché in un altro. Contraddittorie erano le disposizioni sulle norme catalografiche, all'articolo 17 lasciate alle biblioteche, poi determinate dal Ministero all'articolo 84. L'annunciata compilazione di un catalogo unico delle biblioteche italiane ovviamente peccava di superbia, visto che non avrebbe avuto realizzazione fino all'entrata in funzione del Servizio bibliotecario nazionale un secolo dopo. Molte proposte del decreto rimasero o presto divennero lettera morta, come la spartizione dei fondi per l'acquisto dei libri tra università e loro biblioteche, l'ufficio duplicati nazionale, le unificazioni amministrative, il bollettino delle opere acquistate.
Va comunque riconosciuta al regolamento Bonghi la volontà di razionalizzare l'esistente, per quanto nessuno dei provvedimenti per limitare il numero delle biblioteche sia poi stato messo in pratica, a parte la cessione della biblioteca governativa di Mantova al comune della città. La relazione annuale al Ministero, però, fu ed è un efficace metodo di controllo dell'operato e della situazione delle biblioteche. Il corso di bibliologia non vide nuovamente mai la luce, mentre gli alunnati furono per anni palestra di preparazione, mancando di meglio, dei futuri bibliotecari dello Stato.
Il decreto del '76 nella sua formulazione originaria durò molto poco, e già il 12 novembre dello stesso anno il nuovo ministro della Pubblica istruzione Michele Coppino firmava l'atto che dava alla Braidense, alla Marciana e all'Universitaria di Palermo il titolo di nazionali, portando queste biblioteche a sette e vanificando, quantomeno nella forma esteriore, tutti gli sforzi del Bonghi.

## Il fallimento della riforma Bonghi
Il regolamento del 1876, per quanto animato da ottimi propositi, riuscì particolarmente fallimentare e l'incarnazione del suo fallimento fu la storia dei primi anni della biblioteca Vittorio Emanuele II. L'istituto, con un personale esiguo e nuovo al mestiere, aveva l'arduo compito di catalogare e collocare collezioni nuove in un edificio nuovo, aperto al pubblico, con lavori ancora in corso, e preparare le pubblicazioni che gli erano state assegnate dal regolamento. I fondi erano pure scarsi, e lo sarebbero rimasti. I prefetti (ovvero i direttori) che si succedevano erano inadatti al compito, o non avendo sufficienti capacità amministrative, o non essendo profondamente interessati al loro lavoro. Un esempio di questa inadeguatezza è dato dalla confusione nell'assegnazione delle collocazioni attribuite ai volumi, la gestione delle quali veniva modificata con ogni nuova prefettura, col pretesto di rendere migliore in settimane un sistema dalla grandissima inerzia, in condizioni in cui non era nemmeno disponibile un controllo patrimoniale per mancanza di un inventario. La situazione delle collezioni peggiorò e alla fine del 1878 fu fatta per la prima volta la proposta di chiudere al pubblico la biblioteca per due anni, acciocché si potessero terminare catalogo e inventario.
La Camera notò la situazione insoddisfacente nel giugno 1878. Ferdinando Martini, sebbene avversario del Bonghi, ebbe a dichiarare «Ora la biblioteca Vittorio Emanuele è tuttavia molto lontana dal raggiungere lo scopo al quale fu destinata», lamentando la situazione di ritardo della catalogazione, l'inadeguatezza del catalogo a causa delle collocazioni mutate, la scarsità del personale. Nella stessa seduta, il Bonghi criticò la gestione della vendita dei doppi, che in teoria avrebbe dovuto produrre denaro da investire nelle biblioteche, ma che richiedeva procedure di catalogazione più costose del valore dei libri stessi. Da quella discussione, che poco più faceva che constatare la situazione, emerse però anche la saggia proposta di estendere alla Nazionale romana il deposito legale degli stampati. 
Mentre in Parlamento si discuteva, le voci sulle irregolarità e sulle malversazioni alla Vittorio Emanuele si facevano sempre più forti e nell'estate di quello stesso anno il Ministero della pubblica istruzione nominò una commissione d'inchiesta sul funzionamento della biblioteca, poi sciolta e sostituita da un'altra nel 1880. I lavori delle commissioni, installatesi nel Collegio romano, peggiorarono ulteriormente i servizi nella biblioteca, a causa del tempo che sottraevano ai funzionari e del clima inquisitorio che si andava formando. La biblioteca romana sorse agli "onori" della cronaca, con romanzeschi racconti di edizioni preziose date via come cartaccia e ritrovate in pizzicherie, opere da vendere scelte direttamente dagli scaffali da parte dei commessi dei librai, impiegati ossessionati dal caos che scientemente ricollocavano i libri male, carri di libri usciti dalla biblioteca senza permesso ufficiale. La Vittorio Emanuele, dopo soli quattro anni dall'inaugurazione, fu chiusa per la seconda volta (la prima era stata per i lavori della prima commissione d'inchiesta) e incominciati i lavori per la catalogazione e l'inventariazione definitiva. Ai primi di marzo del '79 il Martini riassunse egregiamente la situazione presente, passata e purtroppo anche futura delle biblioteche italiane, dichiarando:
Secondo me la cagione sta in questo: che il bilancio è angusto e scarso, e che oltre a ciò, a soddisfare tutti i desiderii che si manifestano, occorrerebbero alcune leggi organiche»
( tornata del 7 marzo 1879 (PDF), su Camera dei deputati : portale storico,  p. 4695. URL consultato il 1º marzo 2020.)